# JB Gill
Jonathan Benjamin Gill (Croydon, Londres, 7 de diciembre de 1986), también conocido profesionalmente como JB Gill, es un cantante y presentador de televisión británico. Se le conoce sobre todo como miembro de la boy band JLS, que quedó finalista tras Alexandra Burke en la quinta temporada de The X Factor en 2008. Con JLS, consiguió cinco números uno, más de 10 millones de discos vendidos en todo el mundo, dos Premios Brit, y cinco premios MOBO, antes de que la banda se separara en 2013. Más tarde, presentó los programas de televisión Down on the Farm (2015) y Songs of Praise (2017).

## Primeros años
Jonathan Benjamin Gill nació el 7 de diciembre de 1986 en Croydon, London. Es hijo de Cynthia y Keith Gill y tiene un hermano menor, Neequaye. Es de ascendencia antillana. Creció, sobre todo, en Croydon,  y empezó a hacer música a los siete años, cuando tocaba la flauta dulce,  el piano  y la flauta travesera. A una edad temprana, se unió al coro de la escuela primaria, y llegó a actuar en la iglesia local. Gill se concentró en su música y empezó a estudiar en el Centro para Jóvenes Músicos. Obtuvo una beca «all-round» para música, estudios académicos y deporte en la escuela Whitgift de Croydon.
En la escuela secundaria, cambió la música por el rugby; se involucró en el club de rugby London Irish y realizó giras por el extranjero. Al final dejó el rugby por una lesión  y se dedicó a entrenar la voz durante un año sabático antes de ir a la universidad. Estudió teología en el King's College de Londres, pero suspendió la carrera para dedicarse a la música con JLS.

## Carrera

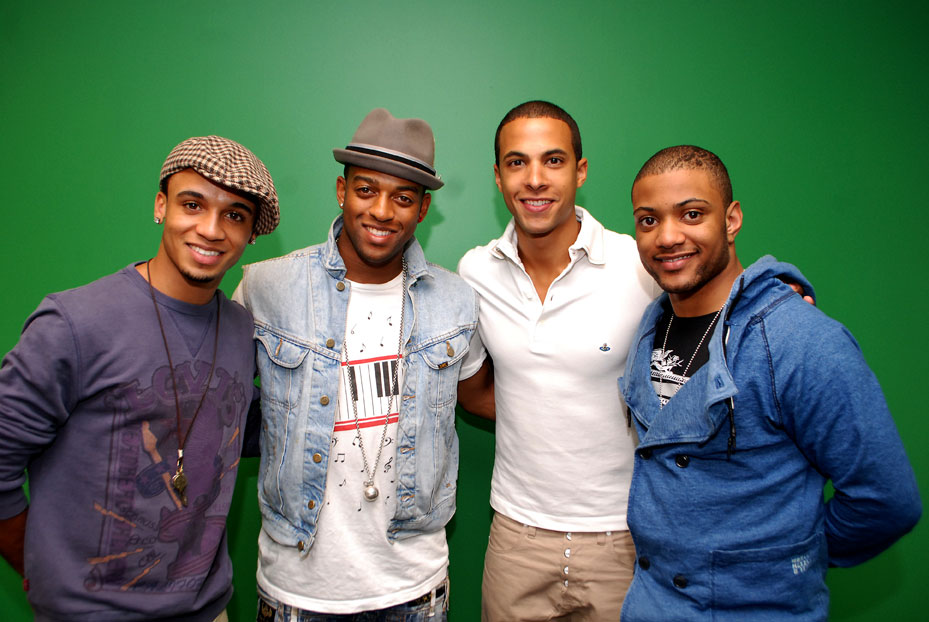
JLS en KISS FM 103.5 de Chicago Radio el 20 de abril de 2010

Gill se unió a la boy band UFO, más tarde conocida como JLS, en 2007. El grupo se presentó en la quinta temporada del concurso The X Factor en 2008, dirigido por Louis Walsh, y quedó finalista por detrás de Alexandra Burke. Más tarde firmaron un contrato discográfico con Epic Records, con el que consiguieron cinco sencillos números 1, más de 10 millones de discos vendidos en todo el mundo, dos premios Brit y cinco premios MOBO,  pero se separaron en 2013.
En diciembre de 2012, Gill ganó el especial de Navidad del programa de baile de la BBC One, Strictly Come Dancing, realizando un jive junto a su pareja de baile Ola Jordan.
En 2014, Gill cantó en una canción titulada «Best Night OML», producida por Charlie Hedges. Esto le convirtió en el primer miembro de JLS en lanzar material como solista. Más tarde ese mismo año, Gill compitió en Celebrity MasterChef. A partir del 1 de febrero de 2015, participó en la segunda temporada de The Jump.
En agosto de 2015, después de haber estado involucrado en la industria de la cría de pavos durante algunos años, se convirtió en uno de los principales presentadores del programa Down on the Farm de CBeebies junto a Storm Huntley.
En noviembre de 2015, apareció en el programa Countryfile. En septiembre de 2016, apareció en Who's Doing the Dishes? En febrero de 2017, apareció en el programa de ITV, Dance Dance Dance junto a su esposa Chloe y terminó en tercer lugar. Desde 2017, es presentador del programa Songs of Praise de la BBC.
En agosto de 2024, doce años después de ganar el especial de Navidad, Gill fue anunciado como concursante de la vigesimosegunda temporada de Strictly Come Dancing. Originalmente formó pareja con Amy Dowden durante las seis primeras semanas de la competencia. A partir de la séptima semana formó pareja con Lauren Oakley, después de que Dowden cayera enferma y se retirara por lesión. La pareja llegó a la final y quedó subcampeona por detrás de Chris McCausland y Dianne Buswell.

## Vida personal
Gill solía jugar al rugby, y jugó con Inglaterra en el partido benéfico de 2015 de Rugby Aid, en el que un equipo de famosos y jugadores profesionales de rugby participan en un partido «Inglaterra contra el resto del mundo» para recaudar fondos para la organización benéfica Help For Heroes.
A finales de 2008, Gill empezó a salir con la bailarina Chloe Tangney; se casaron en 2014 y tienen dos hijos: un hijo llamado Ace Jeremiah Gill y una hija llamada Chiara Sapphire Gill. Gill es cristiano.
Gill es partidario de organizaciones benéficas, como la Cruz Roja, para la que viajó a Zimbabue en una operación de ayuda alimentaria, y el Woodland Trust.

## Filmografía
- The X Factor (2008) – Concursante de la quinta temporada, como parte de JLS
- Countryfile (2012) – Invitado
- The Paul O'Grady Show (2014) – Invitado
- Celebrity MasterChef (2014) – Concursante
- The Jump (2015) – Concursante
- Down on the Farm (2015–presente) – Presentador
- The Chase Celebrities (2015) – Concursante
- Tipping Point Lucky Stars (2016) – Concursante
- Dance Dance Dance (2017) – Concursante
- Songs of Praise (2017–presente) – Presentador
- Richard Osman's House of Games (2018) – Concursante
- Strictly Come Dancing (2024) – Concursante de la vigesimosegunda temporada